# 帕尼约斯
帕尼约斯（法語：Panilleuse，法語發音：[panijøz]）是法国厄尔省的一个旧市镇，位于该省东部，属于莱桑德利区。2016年1月1日，帕尼约斯和相邻的另外13个市镇合并为新市镇埃普特河畔韦克桑（Vexin-sur-Epte）。

## 地理
帕尼约斯（49°9'1"N, 1°30'8"E）面积8.87 平方千米，位于法国诺曼底大区厄尔省，该省份为法国北部内陆省份，北起滨海塞纳省，西接奧恩省和卡爾瓦多斯省，南至厄尔-卢瓦省，东临瓦兹省、瓦兹河谷省和伊夫林省。
与帕尼约斯接壤的市镇（或旧市镇、城区）包括：韋爾農、韦克桑地区梅济耶尔、利勒圣母村、普雷萨尼洛格约。

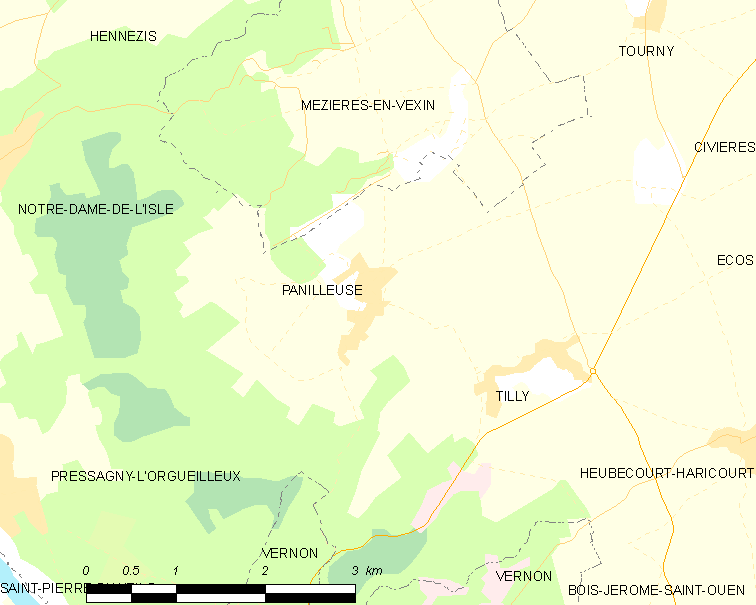
帕尼约斯的OSM定位图

帕尼约斯的时区为UTC+01:00、UTC+02:00（夏令时）。

## 行政
帕尼约斯的邮政编码为27510，INSEE市镇编码为27449。

## 政治
帕尼约斯所属的省级选区为莱桑德利县。

## 人口

1962-2008年间帕尼约斯人口变化图示

帕尼约斯于2018年1月1日时的人口数量为464人。